# Стрижак Павло Григорович
Павло́ Григо́рович Стрижа́к (13 вересня 1922 — 28 березня 1944) — радянський військовик часів Другої світової війни, командир батареї 313-го гвардійського артилерійського полку 121-ї гвардійської стрілецької дивізії, гвардії капітан. Герой Радянського Союзу (1944).

## Життєпис
Народився 13 вересня 1922 року в селі Довжик, нині Золочівського району Харківської області, в селянській родині. Українець. Здобув середню освіту.
До лав РСЧА призваний Золочівським РВК у 1939 році. Закінчив Одеське військове артилерійське училище. Учасник німецько-радянської війни з 29 червня 1941 року. Воював на Західному, Брянському, Білоруському і 1-му Українському фронтах. Член ВКП(б) з 1942 року.
7 квітня 1942 року у боях за село Башкіно заступник командира батареї 120-мм мінометів 1148-го стрілецького полку 342-ї стрілецької дивізії старший лейтенант П. Г. Стрижак отримав завдання знищити ворожу артилерійську батарею. Виявивши розташування батареї супротивника, особисто став біля міномету і кількома пострілами знищив 2 гармати ворога, тим самим дав змогу піхоті просунутись вперед.
Протягом 22—26 листопада 1943 року у наступальних боях для розширення плацдарму на правому березі річки Сож, командир 7-ї батареї 313-го гвардійського артилерійського полку 121-ї гвардійської стрілецької дивізії 3-ї армії гвардії капітан П. Г. Стрижак перебував у бойових порядках піхоти на передовому спостережному пункті і, вміло коректуючи вогонь батареї, знищив: 11 кулеметних точок, 4 міномети, 3 бліндажі, 1 спостережний пункт супротивника, до 50 чоловік особового складу ворога. 23 листопада поблизу села Литвиновичі супроводжував командира артилерійського дивізіону на передній край, де взяв безпосередню участь у атаці, під час якої з особистої зброї знищив двох ворожих солдатів і евакуював з поля бою важко пораненого командира артдивізіону гвардії капітана Мартинова.
У наступальних боях на місто Луцьк у березні 1944 року командир батареї гвардії капітан П. Г. Стрижак перебував у бойових порядках піхоти і вміло коректував вогонь батареї. У складних умовах бою батарея відбила численні контратаки ворожої піхоти за підтримки танків, знищивши при цьому: 14 кулеметних точок з обслугою, батарею 81-мм мінометів, знищила і розсіяла до двох рот піхоти.
Особливо командир артилерійської батареї гвардії капітан П. Г. Стрижак відзначився у бою за місто Броди Львівської області 28 березня 1944 року. Супротивник силами до двох батальйонів піхоти, при підтримці авіації і 18-ти танків типу «Тигр» контратакував позиції радянських військ. Ворожі танки з десантом на броні прорвали радянську оборону, внаслідок чого виникла загроза оточення окремих частин 121-ї гвардійської стрілецької дивізії. Під щільним вогнем супротивника батарея гвардії капітана П. Г. Стрижака розгорнула гармати і відкрила вогонь по ворожих танках. Зазнавши поранення в груди, гвардії капітан П. Г. Стрижак не полишив поле бою. Артилеристи батареї підбили 4 танки і знищили до роти піхоти. У розпал бою вдруге був поранений, але знову залишився в строю. Помер під час бою від значної крововтрати.
Похований у місті Радивилові Рівненської області.

## Нагороди
Указом Президії Верховної Ради СРСР від 23 вересня 1944 року «за зразкове виконання бойових завдань командування на фронті боротьби з німецько-фашистськими загарбниками та виявлені при цьому відвагу і героїзм», гвардії капітанові Стрижаку Павлу Григоровичу присвоєне звання Героя Радянського Союзу (посмертно).
Нагороджений орденом Леніна (23.09.1944), двома орденами Вітчизняної війни 2-го ступеня (15.12.1943, 06.04.1944), орденом Червоної Зірки (11.12.1942).

## Вшанування пам'яті
У селі Довжик, селищі міського типу Золочів Харківської області і місті Радивилові Рівненської області встановлені погруддя П. Г. Стрижака.